# Alain Castet
Alain Castet (ur. 10 maja 1950 w Floirac) – francuski duchowny katolicki, biskup Luçon w latach 2008-2017.

## Życiorys
Święcenia kapłańskie otrzymał 28 czerwca 1975 z rąk kardynała Gabriela Marty'ego i został inkardynowany do archidiecezji paryskiej. Pracował głównie jako duszpasterz parafialny i katecheta w paryskich liceach. W 1998 został dziekanem dekanatu Orsay-Breteuil.
14 kwietnia 2008 papież Benedykt XVI mianował go ordynariuszem diecezji Luçon. Sakry biskupiej udzielił mu 29 czerwca 2009 kardynał André Vingt-Trois.
12 października 2017 papież przyjął jego rezygnację z pełnionego urzędu.